# Pseudopanthera invenustaria
Pseudopanthera invenustaria är en fjärilsart som beskrevs av John Henry Leech 1897. Pseudopanthera invenustaria ingår i släktet Pseudopanthera och familjen mätare. Inga underarter finns listade.